# Andrea Antonelli
Andrea Antonelli (Castiglione del Lago, 17 de enero de 1988-Volokolamsk, 21 de julio de 2013) fue un piloto de motociclismo italiano que corría en el Campeonato Mundial de Supersport.

## Biografía
Corrió varios años en el campeonato italiano de velocidad, llegando a ser subcampeón en el campeonato europeo de Superstock 600 en el año 2007.
En 2013 participó en el campeonato mundial de Supersport a manos de una Kawasaki Ninja ZX-6R del equipo Go Eleven, perdiendo la vida en la pista el 21 de julio del mismo año a la edad de 25 años, embestido involuntariamente por su compatriota Lorenzo Zanetti durante el Gran Premio de superbike de Moscú 2013.

## Resultados en el campeonato mundial de Supersport
Sistema de puntuación de 1993 hasta 2022:
| Posición | 1.º | 2.º | 3.º | 4.º | 5.º | 6.º | 7.º | 8.º | 9.º | 10.º | 11.º | 12.º | 13.º | 14.º | 15.º |
| Puntos   | 25  | 20  | 16  | 13  | 11  | 10  | 9   | 8   | 7   | 6    | 5    | 4    | 3    | 2    | 1    |

### Carreras por año
(Carreras en negrita indica pole position; carreras en cursiva indica vuelta rápida)
| Año  | Escudería                    | Moto                       | 1        | 2       | 3       | 4       | 5        | 6        | 7       | 8       | 9       | 10      | 11       | 12       | 13      | 14      | Pos. | Pts. |
| ---- | ---------------------------- | -------------------------- | -------- | ------- | ------- | ------- | -------- | -------- | ------- | ------- | ------- | ------- | -------- | -------- | ------- | ------- | ---- | ---- |
| 2008 | Honda Racing                 | CBR 600 RR                 | CAT Ret  | AUS Ret | ESP     | HOL     | ITA      | ALE      | SMA     | CZE     | GBR     | GBR     | ITA      | FRA      | POR     |         | -    | 0    |
| 2012 | Honda Racing y Yamaha Racing | CBR 600 RR y Yamaha YZF R6 | AUS 16.º | ITA 8.º | HOL 7.º | ITA 8.º | GBR 22.º | SMA 10.º | ESP Ret | CZE NP  | GBR 9.º | RUS 7.º | ALE 14.º | POR 13.º | FRA 8.º |         | 10.º | 60   |
| 2013 | Team Go Eleven               | Kawasaki Ninja ZX-6R       | AUS 7.º  | ESP 4.º | HOL 9.º | ITA Ret | GBR 8.º  | POR 7.º  | ITA 7.º | RUS Ret | GBR DNP | ALE DNP | TUR DNP  | FRA DNP  | ESP DNP | IND DNP | 11.º | 55   |